# فال‌آوت (مجموعه تلویزیونی)
فال‌آوت (به انگلیسی: Fallout) یک مجموعه تلویزیونی درام پسا-آخرالزمانی آمریکایی است که به‌دست گراهام واگنر و جنیوا رابرتسون دورت برای آمازون پرایم ویدئو ساخته شده است. این مجموعه با الهام از مجموعه بازی نقش‌آفرینی به همین نام اثر اینترپلی انترتینمنت ساخته شده است، که اکنون متعلق به بتزدا سافت‌ورکز است. بازیگران این مجموعه را الا پورنل، آرون موتن، کایل مک‌لاکلن، مویسس آریاس، زیلیا مندز-جونز، و والتون گاگینز تشکیل می‌دهند.
آمازون حق تولید پروژهٔ لایو-اکشنی را در سال ۲۰۲۰ خریداری کرد و در ژوئیهٔ همان سال اعلام شد کیلتر فیلمز همراه با بتزدا گیم استودیوز و بتزدا سافت‌ورکز در حال تولید نمایش هستند. لیزا جوی و جاناتان نولان به عنوان تهیه‌کنندگان اصلی معرفی شدند، و تاد هاوارد تهیه‌کنندهٔ بتزدا گیم استودیوز، که وظیفه کارگردانی بازی‌های مختلف این مجموعه را بر عهده داشته، در کنار جوی و نولان به عنوان تهیه‌کننده اجرایی قراردادی امضاء کرد. در ژانویه ۲۰۲۲، جنیوا رابرتسون دورت و گراهام واگنر به عنوان شورانر سریال استخدام شدند، و گاگینز و پورنل به‌ترتیب در ماه‌های فوریه و مارس برای نقش‌های اصلی انتخاب شدند.
فال‌آوت نخستین بار در ۱۲ آوریل ۲۰۲۴ به نمایش درآمد. این مجموعه با واکنش‌های مثبتی از سوی منتقدان همراه بود. این مجموعه بعداً در همان ماه برای فصل دوم تمدید شد که قرار است از ۱۷ دسامبر ۲۰۲۵ پخش شود. این سریال در مه ۲۰۲۵ برای فصل سوم تمدید شد. فال‌آوت در مراسم امی پرایم‌تایم نامزد سه جایزه شامل بهترین سریال درام و بهترین بازیگر نقش اول مرد برای گاگینز شد. همچنین دو جایزه امی هنرهای خلاق از ۱۴ نامزدی دریافت کرده است.

## داستان
داستان دربارهٔ شروع یک جنگ هسته‌ای است که باعث آخرالزمان بر روی سطح زمین می‌شود و مردم برای زنده‌ماندن به زیر زمین و در پناهگاه‌های زیر زمینی ساکن می‌شوند. آن‌ها در این پناهگاه‌ها به پرورش گیاه و تأمین نیازهای زندگی می‌پردازند ولی بعد از گذشت چندین سال از بمباران هسته‌ای، سطح زمین محلی برای درگیری تبدیل می‌شود.

## بازیگران و شخصیت‌ها

### اصلی
- الا پورنل در نقش لوسی مک‌لین، یک جوان ساکن پناهگاه
  - لوسیانا ون‌دت در نقش لوسی مک‌لین جوان
- آرون موتن در نقش ماکسیموس، یکی از سربازان انجمن برادری که متحد لوسی می‌شود
  - امیر کار در نقش ماکسیموس جوان
- کایل مک‌لاکلن در نقش هنک مک‌لین، پدر لوسی و ناظر پناهگاه ۳۳، که از پناهگاه ۳۱ سرچشمه می‌گیرد
- مویسس آریاس در نقش نورم مک‌لین، ساکن پناهگاه ۳۳ و برادر لوسی
- زلیا مندز جونز در نقش دین، یکی از اعضای انجمن برادری و نزدیکترین دوست ماکسیموس
- والتون گاگینز در نقش غول / کوپر هاوارد، هنرپیشه معروف هالیوود و سفیر والت-تک که پس از سقوط بمب‌ها به یک غول تبدیل شد و اکنون به عنوان یک هفت‌تیرکش و شکارچی جایزه‌بگیر امرار معاش می‌کند.

### مکمل
- ساریتا چودری در نقش لی مولداور، رهبر یک بخش نظامی جمهوری کالیفرنیای جدید با ارتباط قبلی با هنک مک‌لین.
- لزلی اوگامس در نقش بتی پیرسون، عضو شورای حاکم پناهگاه ۳۳ و بعداً ناظر. در اصل از پناهگاه ۳۱
- جانی پمبرتون در نقش تادئوس، یکی از اعضای انجمن برادری
- زک چری در نقش وودی توماس، یکی از اعضای شورای حکومتی پناهگاه ۳۳
- آنابل اوهاگان در نقش استفانی هارپر، ساکن باردار پناهگاه ۳۳ و نزدیکترین دوست لوسی. در اصل از پناهگاه ۳۱
- دیو رجیستر در نقش چت، پسر عموی لوسی که عاشق او است
- رودریگو لوزی در نقش رگ مک‌فی، عضو شورای حاکم پناهگاه ۳۳
- لیر لیری در نقش دیوی، ساکن پناهگاه ۳۳
- ال ورتس در نقش رز مک‌لین، ساکن سابق پناهگاه ۳۳ و مادر لوسی و نورم
- تیگان مردیت در نقش جین هاوارد، دختر کوپر در سال ۲۰۷۷
- فرانسیس ترنر در نقش بارب هاوارد، همسر کوپر در سال ۲۰۷۷ و مدیر اجرایی والت-تک

### مهمان
- مت بری
  - در نقش «مِستر هَندی»، یک ربات کمکی جنرال اتمیکس
  - در نقش «اسنیپ اسنیپ»
  - در نقش سباستین لزلی
- مایکل اسپر
  - در نقش باد آسکینز
  - در نقش «برین-آن-ا-رومبا»
- مایکل کریستوفر در نقش پیر روحانی کوئینتوس
- جان دالی در نقش یک فروشنده روغن مار
- کریس پارنل در نقش بن، سیکلوپی که ناظر پناهگاه ۴ است
- شرین دابیس در نقش بردی، ساکن سطح زمین و ساکن پناهگاه ۴
- دالاس گلدتوث در نقش چارلز وایت نایف
- اریک بریمن در نقش لوید هاثورن
- انجل دسایی در نقش کاساندرا هاثورن
- میکلتی ویلیامسون در نقش هونچو، یک شکارچی جایزه‌بگیر
- کامرون کاپرویت در نقش مانتی، مهاجمی که لوسی را اغوا می‌کند
- مایک دویل در نقش باب اسپنسر
- مایکل امرسون در نقش دکتر سیگی ویلزیگ، یک سرگردان مرموز که به لوسی کمک می‌کند
- مایکل راپاپورت در نقش نایت تایتوس، که ماکسیموس در ابتدا به او خدمت می‌کند
- دیل دیکی در نقش ما جون، یک مغازه‌دار قاتل در شهرک فیلی
- نیل هاف در نقش راجر، یک غول
- متی کاردارپل در نقش هیو
- گلن فلشلر در نقش سورل بوکر
- فرد ارمیسن در نقش دی جی کارل
- اریک استرادا در نقش آدام
- مایکل مولهرن در نقش فردریک سینکلر

## قسمت‌ها
| شم. | عنوان   | کارگردان                      | نویسنده                          | تاریخ پخش اصلی |
| --- | ------- | ----------------------------- | -------------------------------- | -------------- |
| ۱ | «پایان» | جاناتان نولان                 | ژنو رابرتسون-دورت و گراهام واگنر | ۱۰ آوریل ۲۰۲۴  |
| در سال ۲۰۷۷، کوپر هاوارد بازیگر و دخترش جینی در وسط یک حمله اتمی علیه لس آنجلس گرفتار می‌شوند. ۲۱۹ سال بعد، لوسی مک‌لین، یکی از ساکنان پناهگاه ۳۳ (Vault 33)، داوطلب ازدواج با ساکنی از پناهگاه ۳۲ می‌شود. پس از عروسی، مشخص می‌شود که بازدیدکنندگان پناهگاه ۳۲ مهاجمانی به رهبری لی مولداور هستند. پدر لوسی و ناظر پناهگاه ۳۳، هنک مک‌لین، مجبور می‌شود با آنها آنجا را ترک کند. لوسی برخلاف قوانین پناهگاه تصمیم می‌گیرد برای جستجوی پدرش به تنهایی به سطح زمین برود. در همین حال، ماکسیموس، مشتاق انجمن برادری فولادی (Brotherhood of Steel)، به درجه یک سرباز ارتقا می‌یابد و به نایت تایتوس در شکار یکی از اعضای Enclave می‌پیوندد. در جایی دیگر، چندین شکارچی جایزه هاوارد را پیدا می‌کنند که توسط تشعشعات به یک غول تبدیل شده است و سعی می‌کنند او را برای یافتن همان عضو Enclave استخدام کنند. در عوض، هاوارد همه آنها را می‌کشد و به تنهایی به دنبال جایزه می‌رود. |         |                               |                                  |                |
| ۲ | «هدف»   | جاناتان نولان                 | ژنو رابرتسون-دورت و گراهام واگنر | ۱۰ آوریل ۲۰۲۴  |
| دکتر سیگی ویلزیگ در یک مرکز تحت پوشش، یک دستگاه آبی مرموز را قبل از تزریق آن به گردن خود تولید می‌کند. او با سگ آزمایشی خود، CX404 از مرکز فرار می‌کند. در سرزمین بایر، لوسی با ویلزیگ روبرو می‌شود، که او را ترغیب می‌کند تا به پناهگاه ۳۳ بازگردد. ماکسیموس و تایتوس جستجوی خود را آغاز می‌کنند و توسط یک خرس جهش‌یافته مورد حمله قرار می‌گیرند. تایتوس مجروح شده است، اما بدرفتاری او نسبت به ماکسیموس باعث می‌شود تا او مانع خونریزی وی نشود و سپس زره قدرت شوالیه‌ای وی را برای خودش بگیرد. در فیلی، لوسی دوباره با ویلزیگ متحد می‌شود، جایی که او تلاش می‌کند تا گذری امن به مولداور ترتیب دهد. هاوارد در جستجوی جایزه به آنها حمله می‌کند اما ماکسیموس حواسش را پرت می‌کند و به لوسی اجازه می‌دهد تا با ویلزیگ فرار کند. CX404 زخمی جا می‌ماند، اما هاوارد سگ را شفا می‌دهد و از او برای ردیابی ویلزیگ استفاده می‌کند. ویلزیگ که به شدت زخمی شده است، سیانور را می‌بلعد زیرا معتقد است که سرعت لوسی را کاهش می‌دهد و به او دستور می‌دهد در ازای هنک، سرش را به مولداور تحویل دهد. |         |                               |                                  |                |
| ۳ | «سر»    | جاناتان نولان                 | ژنو رابرتسون-دورت و گراهام واگنر | ۱۰ آوریل ۲۰۲۴  |
| ماکسیموس هویت تایتوس را در اختیار می‌گیرد و انجمن برادری باور می‌کند که ماکسیموس مرده است و یک سرباز جدید به نام تادئوس را می‌فرستد. لوسی توسط یک گلپر مورد حمله قرار می‌گیرد که سپس سر ویلزیگ را می‌بلعد. هاوارد با CX404 وارد می‌شود و از لوسی به عنوان طعمه برای فریب دادن گلپر استفاده می‌کند، اما مواد شیمیایی که سلامت او را حفظ می‌کنند در این تلاش از بین می‌روند. هاوارد با پشت سر گذاشتن CX404 با لوسی به عنوان زندانی‌اش، آنجا را ترک می‌کند. ماکسیموس و تادئوس سر را به همان مکان ردیابی می‌کنند و گلپر را شکست می‌دهند، سر را پس می‌گیرند و CX404 را نیز بر عهده می‌گیرند. در پناهگاه ۳۳، نورم از شورا می‌خواهد که چندین مهاجم دستگیر شده را به جرم قتل اعدام کنند، اما او مخالفت می‌کند. ۲۱۹ سال قبل، هاوارد به تشویق همسرش، یکی از مدیران ارشد شرکت، سخنگوی افراد مشهور والت-تک می‌شود. |         |                               |                                  |                |
| ۴ | «غول‌ها» | دنیل گری لونگینو              | کایران فیتزجرالد                 | ۱۰ آوریل ۲۰۲۴  |
| در پناهگاه ۳۳، نورم پس از تبادل نظر با یک مهاجم اسیر مشکوک می‌شود. او و چت در پناهگاه ۳۲ کاوش می‌کنند و متوجه می‌شوند که ساکنان آن دو سال قبل در نتیجه درگیری‌های داخلی مرده‌اند و شخصی با استفاده از پیپ-بوی (Pip-Boy) مادرش رز برای ورود مهاجمان به داخل استفاده کرده است. هاوارد قبل از فروپاشی، لوسی را در ازای دریافت مواد شیمیایی به یک باند برداشت‌کننده اعضای بدن می‌فروشد. لوسی که در آستانه شکافته‌شدن است، به مقابله می‌پردازد و غول‌های اسیر را که توسط دروگرها نگهداری می‌شدند، آزاد می‌کند. چند غول وحشی به آنها حمله می‌کنند و لوسی را مجبور می‌کنند برای زنده ماندن آخرین آنها را بکشد. او قبل از رفتن به راه جداگانه به هاوارد چند ماده شیمی می‌دهد تا جانش را نجات دهد. |         |                               |                                  |                |
| ۵ | «گذشته» | کلیر کیلنر                    | کارسون مل                        | ۱۰ آوریل ۲۰۲۴  |
| ماکسیموس هویت واقعی خود را به تادئوس افشا می‌کند. تادئوس که منزجر شده است، زره قدرت وی را از کار انداخته و با سر ویلزیگ و CX404 آنجا را ترک کرد. لوسی، ماکسیموس را پیدا می‌کند و آن‌ها توافق می‌کنند که برای بازیابی سر با هم همکاری کنند. این دو در تعقیب خود به خرابه‌های شیدی سندز، شهری پر رونق پس از جنگ، و خانه سابق ماکسیموس برخورد می‌کنند. ماکسیموس توسط یک شیطان مجروح می‌شود و در حین جستجوی لوازم پزشکی در ساختمان متروکه والت-تک، آن دو به‌طور تصادفی در پناهگاه ۴ سقوط می‌کنند. در پناهگاه ۳۳، رئیس شورا بتی جانسون به عنوان ناظر جدید انتخاب می‌شود. نورم سوابق کامپیوتری پناهگاه ۳۲ را می‌خواند و متوجه می‌شود که پناهگاه ۳۱ از روز اول، ناظران (از جمله پدرش) را برای ۳۲ و ۳۳ فراهم کرده است. بتی دستور می‌دهد که پناهگاه ۳۲ پس از پاکسازی از ساکنان فوت شده، توسط افراد ۳۳ پر شود. |         |                               |                                  |                |
| ۶ | «تله»   | فردریک ئی.او. توی             | کری دورنتو                       | ۱۰ آوریل ۲۰۲۴  |
| لوسی و ماکسیموس توسط بردی، بازمانده سیدی سندز، و باب، ناظر پناهگاه ۴ مورد استقبال قرار می‌گیرند. آنها توضیح می‌دهند که پناهگاه ۴ افراد خارجی، از جمله پناهندگان از شیدی سندز را می‌پذیرد. در حالی که ماکسیموس به آرامی به پناهگاه عادت می‌کند، لوسی از مراسم عجیب و غریب پناهندگان و پرستش «مادر شعله»، یعنی مولداور، وحشت‌زده می‌شود. او که متقاعد شده است که پناهگاه ۴ چیزی را پنهان می‌کند، به سطح ممنوعه شماره ۱۲ می‌رود. او قبل از دستگیر شدن آزمایش‌های انسانی را کشف می‌کند، اما به او توضیح داده می‌شود که شهروندان پناهگاه ۴ با این دانشمندان مبارزه کردند و اکنون در صلح زندگی می‌کنند. قبل از جنگ، هاوارد بر سر محرمانه بودن ارتباط بارب با والت-تک دچار تعارض می‌شود. او به یک جلسه مخفی دعوت می‌شود تا دربارهٔ توطئه پشت والت-تک، با میزبان، یعنی مولداور جوان صحبت کند. |         |                               |                                  |                |
| ۷ | «رادیو» | فردریک ای.او. توئی، کلر کیلنر | چز هاوکینز                       | ۱۰ آوریل ۲۰۲۴  |
| در حالی که لوسی برای اخراج آماده می‌شود، ساکنان پناهگاه ۴ دور هم جمع می‌شوند. ماکسیموس پس از یک درگیری کوتاه با ساکنان، همراه با لوسی آنجا را ترک می‌کند. تادئوس CX404 را رها می‌کند و با انجمن برادری ارتباط برقرار می‌کند. لوسی و ماکسیموس در نهایت به تادئوس می‌رسند. تادئوس پس از اینکه متوجه می‌شود که در حال تبدیل شدن به یک غول است و به خاطر آن توسط انجمن برادری کشته خواهد شد، سر را رها می‌کند. لوسی به تنهایی به سفر خود ادامه می‌دهد در حالی که ماکسیموس پشت سر می‌ماند تا حواس انجمن را پرت کند. نورم مخفیانه وارد پناهگاه ۳۱ می‌شود. در همین حال، هاوارد با تعیین مکان مولداور، دوباره با CX404 متحد می‌شود. در سال ۲۰۷۷، مولداور جوان (که در آن زمان خانم ویلیامز نام داشت) فاش می‌کند که شرکت خوشه‌ای که در پشت والت-تک قرار داشت، تحقیقات گداخت سرد خود را علیرغم پتانسیلی که برای ارائه انرژی و انرژی نامحدود داشت، کنار گذاشته است. جلوگیری از جنگ قریب‌الوقوع او هاوارد را متقاعد می‌کند که نمی‌تواند به همسرش اعتماد کند و باید تمام مکالمات او را با هیئت مدیره شرکت ضبط کند. |         |                               |                                  |                |
| ۸ | «آغاز»  | وین ییپ                       | گورسیمران سندو                   | ۱۰ آوریل ۲۰۲۴  |
| لوسی و نورم، به‌طور مستقل، حقیقت در مورد جنگ را می‌آموزند، در حالی که هاوارد نیز از آن حقیقت یاد می‌کند. قبل از جنگ، هاوارد بارب و همکارش، باد آسکینز را استراق سمع می‌کند، و متوجه می‌شود که آنها به صراحت برنامه‌های والت-تک را برای شروع یک جنگ هسته‌ای برای حذف رقبای خود مدیریت می‌کنند - که یعنی صلح را به انحصار بر انسان‌های پناهگاه تضمین می‌کنند. هاوارد همچنین با بتی پیرسون و هنک مک‌لین از والت-تک ملاقات می‌کند. نورم کشف می‌کند که پناهگاه ۳۱ شامل مدیران ارشد والت-تک است که تحت نظارت سایبورگی در قالب یک مغز روی چرخ قرار گرفته، که نورم را در پناهگاه ۳۱ به دام می‌اندازد. لوسی سر را به مولداور تحویل می‌دهد که سپس به افشا می‌کند پدرش هنک از کدام زمان آمده است و مادرش رز همراه با لوسی و نورم نوزاد پناهگاه را ترک کرده بود و همچنین اینکه هنک او را پیدا کرده و بچه‌ها را پس گرفت؛ هنک سپس شیدی سندز را بمباران کرده و رز را به یک غول وحشی تبدیل کرد. ماکسیموس توسط انجمن برادری بخشیده می‌شود و به نبرد آتی علیه نیروهای مولداور می‌پیوندد. لوسی هنک را متقاعد می‌کند که کد فعال‌سازی راکتور همجوشی را به مولداور بدهد. ماکسیموس به سمت لوسی راهی می‌شود و پدر او را آزاد می‌کند. هنک توسط هاوارد پس از اینکه لوسی او را به خاطر اعمالش انکار می‌کند رانده می‌شود. هاوارد، با این باور که ممکن است خانواده‌اش هنوز زنده باشند، پیشنهاد می‌کند که لوسی را به سمت شرق راهنمایی کند. ماکسیموس شاهد است که مولداور راکتور همجوشی را فعال می‌کند و درست قبل از مرگش بر اثر زخم‌هایش به شهر برق می‌دهد. نیروهای پیروز انجمن برادری فرض می‌کنند که ماکسیموس مسئول مرگ مولداور بوده است و او را به عنوان شوالیه ماکسیموس تحسین می‌کنند. |         |                               |                                  |                |

## تولید

### توسعه
به گفته تاد هاوارد از بتزدا، از زمانی که فال‌آوت ۳ در سال ۲۰۰۸ منتشر شده است، چندین بار در مورد اقتباس تلویزیونی بازی‌های ویدیویی فال‌آوت با بتزدا تماس گرفته شد، اگرچه او احساس می‌کرد هیچ‌یک از پیشنهادها با چشم‌انداز سری فال‌آوت مطابقت نداشت. پیت هاینز، مدیر بازاریابی بتزدا نیز در سال ۲۰۱۵ به شرکت در مورد تأثیر بالقوه اقتباس ضعیف از بازی‌های ویدیویی آن‌ها هشدار داده بود و گفت: «چون ممکن است کارگردان اقتباس این چشم‌انداز را نادیده بگیرد، چیزها ممکن است بیشتر اشتباه پیش برود تا درست». هاینز به نمونه فیلم رستاخیز از سال ۲۰۰۵ به عنوان نمونه ای از اقتباس بد اشاره کرد. زمانی که جاناتان نولان با ایده سریال تلویزیونی به بتزدا نزدیک شد، وضعیت تغییر کرد، زیرا او یک بازیکن مشتاق از این سری بازی‌ها بود. هاوارد دریافت، که نولان دید روشنی برای این اقتباس دارد و پذیرفت که این رویکرد راه خوبی برای نمایش سری بازی به سمت صفحه تلویزیون می‌باشد.
این اقتباس تلویزیونی به‌طور رسمی در ژوئیه ۲۰۲۰ توسط استودیو آمازون (که بعداً به آمازون ام‌جی‌ام استودیوز تغییر نام داد) با نولان و لیزا جوی در حال توسعه کاری اعلام شد. جوی سریال را اینگونه توصیف کرد: «یک تفنگ‌بازی دیوانه، خنده‌دار، ماجراجویانه، و باورنکردنی که تا به حال ندیده‌اید».
در ژانویه ۲۰۲۲، ژنو رابرتسون-دورت و گراهام واگنر به عنوان مجریان سریال استخدام شدند و نولان قرار بود قسمت آزمایشی را کارگردانی کند.
هاوارد به‌جای اقتباس از بازی‌ها، یک داستان اصلی می‌خواست، اما سریال به ادامه داستان‌ها و جناح‌های بازی، همانند انجمن برادری فولادی می‌پردازد. زمان سریال در سال ۲۲۹۶ دورترین موقعیت در آینده است که در فرنچایز فال‌آوت رخ داده است. در ۱۸ آوریل ۲۰۲۴، آمازون پرایم ویدئو این مجموعه را برای فصل دوم تمدید کرد.

### انتخاب بازیگران
در فوریه ۲۰۲۲، والتون گاگینز برای ایفای نقش اصلی در نقش کوپر هاوارد، بازیگر هالیوودی که پس از سقوط بمب‌ها تبدیل به غول شده است، انتخاب شد. در مارس ۲۰۲۲، الا پورنل به جمع بازیگران پیوست. در ژوئن ۲۰۲۲، کایل مک‌لاکلن، زلیا مندز-جونز و آرون موتن به عنوان بازیگران مکمل به این تیم پیوستند.
در اکتبر ۲۰۲۳، بازیگران دیگری شامل ساریتا چودری، مایکل امرسون، لزلی اوگامس و زک چری اعلام شد.

### فیلمبرداری

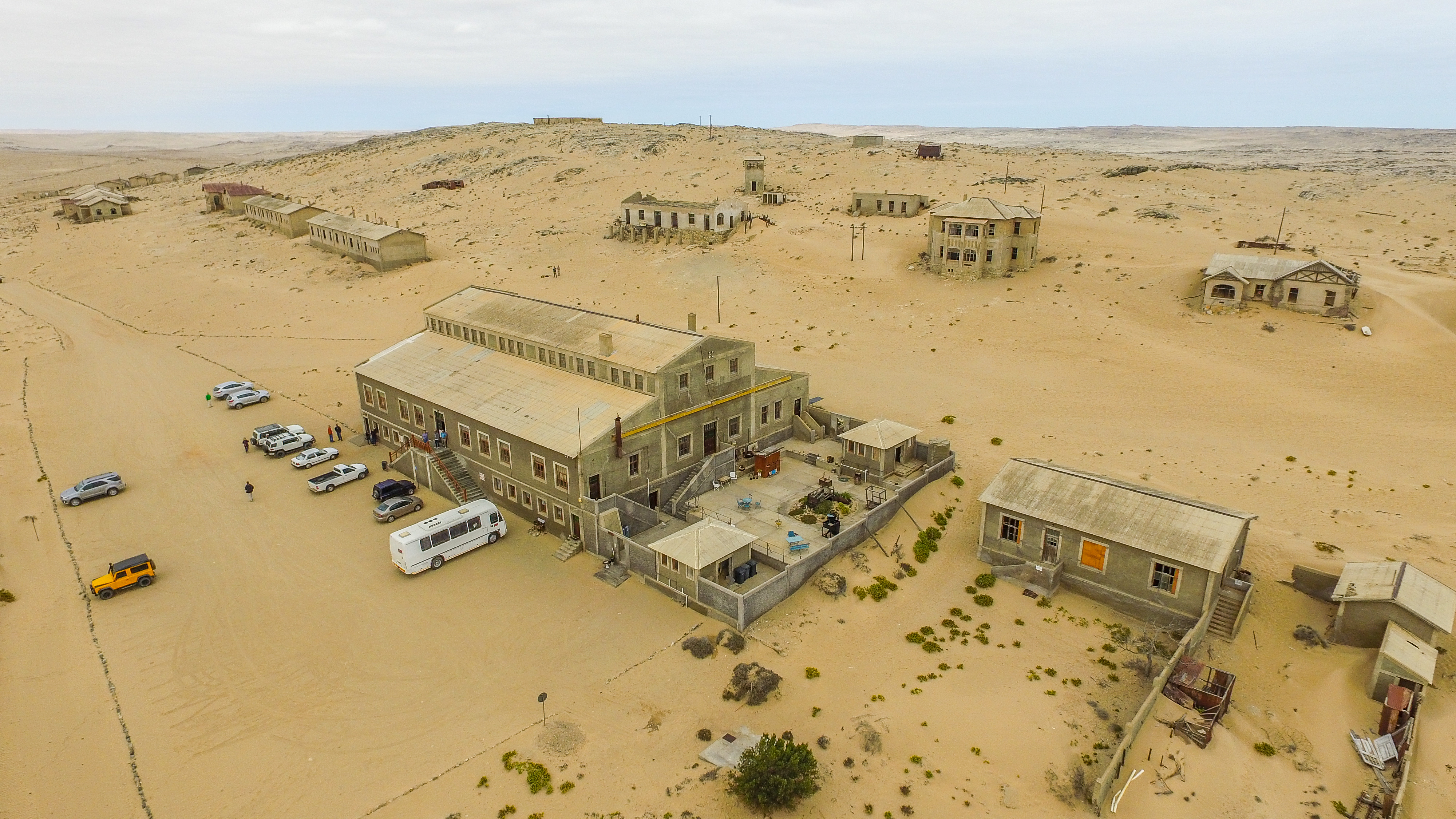
نمایی از کولمانسکوپ، شهری متروکه در بیابان نامیب که برای فیلمبرداری صحنه‌هایی از زمین بایر استفاده شد

فیلمبرداری در ۵ ژوئیه ۲۰۲۲ در نیوجرسی، نیویورک و یوتا آغاز شد. فیلمبرداری اضافی در نامیبیا در ساحل اسکلت، از جمله خرابه ادوارد بوهلن و کولمانسکوپ، یک شهر معدنی متروکه در آن منطقه انجام شد. نولان سه قسمت اول این مجموعه را کارگردانی کرد و استوارت درایبرگ و تئودورو مانیاچی به عنوان فیلمبردار حضور داشتند.

### موسیقی
در ژانویه ۲۰۲۴ اعلام شد که رامین جوادی ساخت پارتیتور این سریال با الهام از قطعات موسیقی مجموعهٔ فال‌آوت ساختهٔ اینون سور را به عهده داشته است.
نخستین موسیقی متن این مجموعه توسط آمازون در ۸ آوریل ۲۰۲۴ منتشر شد.

## پخش
فال‌آوت قرار بود در ۱۲ آوریل ۲۰۲۴ از طریق آمازون پرایم ویدئو نمایش داده شود، اما این تاریخ بعدها به ۱۰ آوریل ۲۰۲۴ موکول شد. قسمت اول فصل دوم قرار است در ۱۷ دسامبر ۲۰۲۵ پخش شود و دیگر قسمت‌ها تا ۴ فوریه ۲۰۲۶ به صورت هفتگی منتشر خواهند شد.

## بازخورد

### بینندگان
طبق گفتهٔ آمازون، فال‌آوت در ۱۶ روز نخست پخش، ۶۵ میلیون بیننده جذب کرد. پس از ارباب حلقه‌ها: حلقه‌های قدرت (۲۰۲۲) این دومین عنوان پربیننده در تاریخ این پلتفرم بود. تا اکتبر ۲۰۲۴، این سریال از ۱۰۰ میلیون بیننده عبور کرده است. موفقیت این اقتباس در آمازون پرایم ویدئو منجر به موفقیت تجاری مجدد بازی‌های ویدئویی فال‌آوت، از جمله نخستین بازی این مجموعه، شد.

### واکنش انتقادی
| مجموع نمرات           | مجموع نمرات |
| منبع                  | امتیاز      |
| --------------------- | ----------- |
| متاکریتیک             | ۷۳/۱۰۰      |
| راتن تومیتوز          | ۹۳٪         |
| نمرات بازبینی         |             |
| منبع                  | امتیاز      |
| شیکاگو سان-تایمز      | [ ۳۲ ]      |
| انترتینمنت ویکلی      | B+          |
| سان فرانسیسکو کرونیکل | ۳/۴         |
| گاردین                | [ ۳۳ ]      |

فال‌آوت نقدهای مثبتی از سوی منتقدان دریافت کرد. این مجموعه در وبگاه جمع‌آوری نقد و بررسی راتن تومیتوز بر پایهٔ نظر ۱۳۲ منتقد، امتیاز تأییدی ۹۳٪ را دریافت کرده است. اجماع منتقدان این وبگاه می‌گوید: «فال‌آوت، اقتباسی که به نظر می‌رسد گسترش حقیقی بازی‌ها باشد، یک انفجار پسا-آخرالزمانی برای مبتدیان و طرفداران دیرینه محسوب می‌شود.» این مجموعه در متاکریتیک بر پایهٔ نظر ۳۳ منتقد، امتیاز ۷۳ از ۱۰۰ را گرفت که نشان‌دهنده «بررسی‌های عموماً مطلوب» است.
منتقد انترتینمنت ویکلی به این مجموعه نمرهٔ B+ داد و گفت: «این فصل هشت قسمتی در دنیای واضح و جذابی وجود دارد که برای گیمرها آشنا خواهد بود—اگرچه برای لذت بردن از لذت‌های ویران‌شهری به‌شدت طنز آن لزومی به آشنایی با این فرنچایز نیست.» سان فرانسیسکو کرونیکل امتیاز ۳/۴ داد و نوشت: «با یک سری اسرار غیرقابل پیش‌بینی، شخصیت‌های قهرمانانی که به آن‌ها اهمیت می‌دهیم و ماجراجویی که می‌خواهیم تا انتها ببینیم، فال‌آوت جایگاه خوبی دارد تا گروه طرفداران وفادار خود که این فرنچایز بازی‌های ویدیویی را برای ۲۷ سال ادامه داده‌اند، افزایش دهد.»
تیم کین این اقتباس را بابت تطابق با حال و هوای مجموعهٔ بازی‌ها و نیز بابت ایستر اگ‌ها و شخصیت‌ها ستود.

## یادداشت
1. 1 2  فال‌آوت توسط تیم کین ساخته شده و توسط بلک آیل استودیوز توسعه یافته است و قبلاً توسط اینترپلی انترتینمنت از سال ۱۹۹۷ تا ۲۰۰۴ منتشر شده است. این بازی متعلق به زنی‌مکس مدیا است و از سال ۲۰۰۷ توسط بتزدا گیم استودیوز توسعه یافته است.